# Paine Wingate
Paine Wingate (14 de maio de 1739 - 7 de março de 1838) foi um pregador, fazendeiro e estadista americano de Stratham, Nova Hampshire. Ele representou Nova Hampshire no Congresso Continental e tanto no Senado quanto na Câmara dos Representantes dos Estados Unidos.